# 徹奇冰原島峰
66°48′S 52°39′E / 66.800°S 52.650°E
徹奇冰原島峰是南極洲的冰原島峰，位於恩德比地，處於斯梅瑟斯特山東北面2公里和大霍納肯山西南面52公里，根據澳大利亞探險隊的空中照片繪入地圖。